# Шатијон ан Базоа
Шатијон ан Базоа (фр. Châtillon-en-Bazois) насеље је и општина у источном делу централне Француске у региону Бургоња, у департману Нијевр која припада префектури Шато Шенон (град).
По подацима из 2011. године у општини је живело 959 становника, а густина насељености је износила 49,79 становника/km². Општина се простире на површини од 19,26 km². Налази се на средњој надморској висини од 232 метара (максималној 282 m, а минималној 224 m).

## Демографија
| 1962. | 1968. | 1975. | 1982. | 1990. | 1999. | 2011. |
| ----- | ----- | ----- | ----- | ----- | ----- | ----- |
| 1.027 | 1.071 | 1.151 | 1.179 | 1.161 | 1.056 | 959   |

График промене броја становника у току последњих година